# Gran Torneo Europeo de Fútbol 1911
El Gran Torneo Europeo de fútbol de 1911 fue una competición futbolística internacional organizada por la Unión Internacional Amateur de Fútbol Asociación (UIAFA) en la que participaron selecciones nacionales de las federaciones afiliadas a dicho organismo. El torneo se llevó a cabo en mayo de 1911 como parte de los actos deportivos celebrados durante la Exposición Internacional del Norte de Francia que tuvo lugar en Roubaix entre el 30 de abril y el 6 de noviembre. Habiéndose celebrado 49 años antes de la Eurocopa 1960, fue una de las primeras competiciones europeas entre equipos nacionales.
La UIAFA fue una asociación de federaciones nacionales de fútbol alternativa a la FIFA. Incluía federaciones nacionales que, por diversas razones, no formaban parte de la FIFA en ese momento. Por esta razón, los partidos del torneo no están incluidos en los registros oficiales de dicha organización. El término no oficial “Campeonato de Europa” se usa ampliamente, principalmente en fuentes checas. En Francia, el torneo fue llamado el “Gran Torneo Europeo” (en francés: Grand Tournoi européen de football). La ganadora del torneo fue la selección de fútbol de Bohemia, que derrotó al equipo de la Asociación de Fútbol Amateur de Inglaterra con un resultado de 2-1 en el partido final.

## Participantes
En la competición participaron selecciones nacionales de las federaciones afiliadas a la Unión Internacional Amateur de Fútbol Asociación (UIAFA). El representante francés era la Unión de sociedades francesas de deportes atléticos (USFSA) que había abandonado la FIFA en 1908. La selección que presentó estaba formada por jugadores de clubes parisinos, así como por futbolistas de los equipos Racing (Roubaix) y Olympique (Lille). Dos de los jugadores tenían experiencia jugando para el equipo nacional hasta 1908. Precisamente en aquel mismo año de 1908, Bohemia (cuya federación era la Český svaz footballový, ČSF) había sido excluida de la FIFA a petición de la Asociación Austriaca. Después de eso, la selección de Bohemia y los principales clubes del país ni siquiera podían jugar partidos amistosos con representantes de países que formaban parte de la FIFA. La base de su selección eran los jugadores del Slavia de Praga, dirigidos por la estrella principal Jan Košek. El Slavia fue considerado uno de los equipos más fuertes de Europa continental en ese momento, lo que se confirma con una serie de partidos amistosos muy exitosos contra equipos de Europa Central y Gran Bretaña en 1906-1908. El representante de Inglaterra era la Asociación de Fútbol Amateur (AFA), que incluía un número relativamente pequeño de clubes de aficionados en Inglaterra, ubicados principalmente cerca de Londres. El equipo de la AFA representado en el torneo no debe confundirse con el equipo amateur de Inglaterra que ganó los Juegos Olímpicos de 1908 y 1912. Se suponía que el cuarto participante del torneo sería la selección suiza de la Ligue Sportive Suisse, pero renunció. El lugar vacante lo ocupó la selección del norte de Francia, formada por los jugadores de los clubes Tursonne, Stade Roubaix, Racing (Roubaix) y Olympique (Lille).
- Inglaterra (AFA)
- Bohemia
- Francia A (USFSA)
- Norte de Francia (USFSA)

## Partidos

### Semifinales
| 25 de mayo de 1911 | Norte de Francia (USFSA) | 1 - 2 | Inglaterra (AFA) | Stadium de Roubaix, Croix               |                                         |
| 17:00              |                          |       |                  | Asistencia: De 4000 a 5000 espectadores | Asistencia: De 4000 a 5000 espectadores |

| 28 de mayo de 1911 | Francia A (USFSA) | 1 - 4 | Bohemia                   | Stadium de Roubaix, Croix |                     |
| 16:00              | Chandelier        |       | Bělka 15' · Košek · Medek | Árbitro(s): Gardner       | Árbitro(s): Gardner |

### Final
| 29 de mayo de 1911 | Bohemia       | 2 - 1 | Inglaterra (AFA) | Stadium de Roubaix, Croix                         |                                                   |
| 17:30              | Bělka 70' 73' |       | 60'              | Asistencia: 3000 espectadores Árbitro(s): Collier | Asistencia: 3000 espectadores Árbitro(s): Collier |